# André Derrien
André Louis Marie Derrien (* 31. Juli 1895 in Quimper; † 4. April 1994 in Fouesnant) war ein französischer Segler.

## Erfolge
André Derrien wurde 1928 in Amsterdam bei den Olympischen Spielen in der 8-Meter-Klasse Olympiasieger. Er war Crewmitglied der L’Aile VI, die in sieben Wettfahrten drei Siege einfuhr und damit vor dem niederländischen und dem schwedischen Boot mit je zwei Siegen den ersten Platz belegte. Zur Crew der L’Aile VI gehörten außerdem André Lesauvage, Virginie Hériot, Carl de la Sablière und Jean Lesieur, Skipper des Bootes war Donatien Bouché.